# Сучжоу-Чжуннань-Сентер
Сучжоу-Чжуннань-Сентер (Suzhou Zhongnan Center) — 499-метровый 103-этажный небоскрёб, строящийся в Сучжоуском индустриальном парке в городе Сучжоу, провинция Цзянсу, Китай.
Изначально планировался небоскрёб высотой 729 метров. Сооружение было начато в 2014 году, но уже через год остановлено.
В 2019 году проект был отменён и заменён на проект 499-метрового небоскрёба. его строительство началось в 2020 году и должно завершиться в 2026 году. Многофункциональный центр полезной площадью около 500 тыс.м² будет включать гостиницу (276 номеров), офисные и жилые (706 апартаментов) помещения и 93 лифта.